# Ranunculus subhomophyllus
Ranunculus subhomophyllus är en ranunkelväxtart som först beskrevs av Halácsy, och fick sitt nu gällande namn av Friedrich Vierhapper. Ranunculus subhomophyllus ingår i släktet ranunkler, och familjen ranunkelväxter. Inga underarter finns listade i Catalogue of Life.